# Denis Wakeling
John Denis Wakeling MC (* 12. Dezember 1918 in Leicester; † 10. Oktober 2004 in Wimborne Minster, Dorset) war ein britischer Soldat der Royal Marines sowie später ein Geistlicher der Church of England, der 15 Jahre lang Bischof von Southwell sowie elf Jahre lang Mitglied des House of Lords war.

## Leben
Nach dem Besuch von St Michael’s Limpfield, einer Schule der Church Mission Society begann Wakeling ein Studium des Fachs Klassische Altertumswissenschaft am St Catharine’s College der University of Cambridge. Später trat er in die Royal Marines ein und diente während des Zweiten Weltkrieges in Italien bei den 40 Royal Marine Commando, wo er als Truppführer während eines Gefechtseinsatzes „wegen großen Mutes und beispielhaften Verhaltens während der Durchführung einer Kommandooperation unter schwerem feindlichen Beschuss von der jugoslawischen Küste“ 1945 mit dem Military Cross ausgezeichnet wurde. 1946 schied er als Major aus dem aktiven Militärdienst aus.
Nach Kriegsende studierte er am Priesterseminar des Ridley Hall College und empfing 1947 erst die Ordination zum Diakon sowie anschließend 1948 zum Priester. Danach war er zwischen 1947 und 1952 Kaplan am Clare College der University of Cambridge sowie von 1952 bis 1959 Vikar der Pfarrei Emmanuel in Plymouth, ehe er zwischen 1957 und 1959 Prebend der Kathedrale St. Peter in Exeter war. Im Anschluss war er bis 1965 Vikar der Pfarrei Barking sowie danach von 1965 bis 1970 Erzdiakon von West Ham.
1970 wurde er als Nachfolger von Gordon Savage zum Bischof von Southwell geweiht und bekleidete diese Funktion bis zu seiner Ablösung durch Michael Whinney 1985. 1974 wurde er als einer der 21 dienstältesten Bischöfe neben den fünf höchsten Bischöfen der Church of England als sogenannter geistlicher Lord (Lord Spiritual) Mitglied des House of Lords und gehörte diesem ebenfalls bis zum Ende seiner Amtszeit als Bischof von Southwell 1984 an. Während dieser Zeit war er von 1976 bis 1979 auch Vorsitzender des Bischofsrates der Church of England für die Evangelisation.